# Nyssodrysternum spilotus
Nyssodrysternum spilotus là một loài bọ cánh cứng trong họ Cerambycidae.